# Storia della mia vita (George Sand)
Storia della mia vita (Histoire de ma vie) è l'autobiografia di George Sand, scrittrice e femminista francese, pubblicata nel 1855.
In quest'opera, Sand racconta i vantaggi di essere né bella né brutta, la sua infanzia, del viaggio in Spagna durante la guerra napoleonica, descrivendo i paesaggi che incontra in questa avventura. Tratta poi del suo trasferimento a Parigi, andando ad abitare in una soffitta e iniziando la sua carriera letteraria.